# Chronische Immun-Thrombopenie
Als chronische Immun-Thrombopenie (ITP) im Kindesalter bezeichnet man die persistierende isolierte Thrombopenie (<150/nl) bei sonst gesunden Kindern mehr als 6 Monate nach Diagnose einer akuten ITP. Ausgeschlossen werden müssen Thrombozytopenien durch andere Ursachen: Vererbte, durch Medikamente verursachte, durch einen SLE, durch Knochenmarks-Dysfunktion, HIV-Infektion oder andere Grundkrankheiten.

## Epidemiologie
Nach sechs Monaten weisen noch 10–20 %, nach zwölf Monaten noch 5–10 % aller Kinder mit initial akuter ITP eine Thrombozytopenie auf. Die Mädchenwendigkeit ist bei Kindern nicht so ausgeprägt wie bei Erwachsenen. Remissionen sind jederzeit möglich, noch bis 20 Jahre nach Diagnosestellung. Die Remissionsrate beträgt nach 15 Jahren noch um die 61 %. Die meisten Kinder zeigen einen milden Verlauf.

## Symptome, Schweregrade
- Leicht: (>90 %) eventuell Petechien oder Hämatome. Bei Infekten ab und zu leichte Schleimhautblutungen
- Schwer: (<10 %) fast ständig beeinträchtigende Blutungsneigung
- Lebensbedrohliche Blutungen

## Therapie
Eine kausale Therapie ist nicht möglich. Vermieden werden sollen die Thrombozytenfunktion beeinträchtigende Medikamente wie Acetylsalicylsäure und gefährliche Sportarten. Ansonsten gelten ähnliche Regeln wie bei der akuten ITP. Hinzu kommen bei schweren Verläufen Immunsuppressiva, Zytostatika, eine Splenektomie (Milzentfernung) und weitere Optionen, die individuell je nach Situation des einzelnen Patienten ausgewählt werden.